# Gilbert Sackville-West, VIII conte De La Warr
Gilbert George Reginald Sackville-West, VIII conte De La Warr (22 marzo 1869 – 16 dicembre 1915), è stato un politico e ufficiale britannico.

## Biografia
Era il secondo figlio di Reginald Sackville, VII conte De La Warr, e di sua moglie, Constance Baillie-Cochrane, figlia di Alexander Baillie-Cochrane, I barone Lamington. Egli divenne erede della contea nel 1890, quando suo fratello morì celibe.

## Carriera
Nel 1891 fu vice tenente del Sussex. È diventato un sottotenente della 2ª divisione della Royal Artillery nel 1891, e nel 1893 venne promosso a tenente e a capitano nel 1894.
Nel gennaio 1896 successe al padre nella contea. Combatté nella seconda guerra boera, dove fu ferito a Vryheid. Nel 1901 venne promosso a maggiore.

## Matrimoni

### Primo Matrimonio
Sposò, il 4 agosto 1891, Lady Muriel Agnes Brassey, figlia di Thomas Brassey, I conte Brassey e Anna Allnutt. Ebbero tre figli:
- Lady Myra Idina Sackville-West (26 febbraio 1893-5 novembre 1955), sposò in prime nozze David Wallace, ebbero due figli,  sposò in seconde nozze Josslyn Hay, XXII conte di Erroll, ebbero una figlia;
- Lady Avice Ela Murial Sackville-West (25 luglio 1897-?), sposò in prime nozze Sir Stewart Menzies, sposò in seconde nozze Frank Spicer;
- Herbrand Sackville-West, IX conte De La Warr (20 giugno 1900-28 gennaio 1976).

## Morte
Durante la prima guerra mondiale combatté nella Royal Sussex Regiment e, come tenente, nella Royal Navy Volunteer Reserve, morendo in azione il 16 dicembre 1915.

## Ascendenza
|                                                   |                          |                                        | Genitori                                 |  |  | Nonni |  |  | Bisnonni                          |  |  | Trisnonni                          |  |
|                                                   |                          |                                        |                                          |  |  |       |  |  | 8. John West, IV conte De La Warr |  |  | 16. John West, II conte De La Warr |  |
|                                                   |                          |                                        |                                          |  |  |       |  |  | 8. John West, IV conte De La Warr |  |  | 16. John West, II conte De La Warr |  |
|                                                   |                          | 17. Mary Wynyard                       |                                          |  |  |       |  |  | 8. John West, IV conte De La Warr |  |  |                                    |  |
| 4. George West, V conte De La Warr                |                          |                                        |                                          |  |  |       |  |  | 8. John West, IV conte De La Warr |  |  |                                    |  |
|                                                   |                          | 9. Catherine Lyell                     | 18. Henry Lyell                          |  |  |       |  |  |                                   |  |  |                                    |  |
|                                                   |                          | 9. Catherine Lyell                     | 18. Henry Lyell                          |  |  |       |  |  |                                   |  |  |                                    |  |
|                                                   |                          | 9. Catherine Lyell                     | 19. Catherine Allestrec                  |  |  |       |  |  |                                   |  |  |                                    |  |
| 2. Reginald Sackville, VII conte De La Warr       |                          | 9. Catherine Lyell                     |                                          |  |  |       |  |  |                                   |  |  |                                    |  |
|                                                   |                          | 10. John Sackville, III duca di Dorset | 20. John Sackville                       |  |  |       |  |  |                                   |  |  |                                    |  |
|                                                   |                          | 10. John Sackville, III duca di Dorset | 20. John Sackville                       |  |  |       |  |  |                                   |  |  |                                    |  |
|                                                   |                          | 10. John Sackville, III duca di Dorset | 21. Frances Leveson-Gower                |  |  |       |  |  |                                   |  |  |                                    |  |
| 5. Elizabeth Sackville-West                       |                          | 10. John Sackville, III duca di Dorset |                                          |  |  |       |  |  |                                   |  |  |                                    |  |
|                                                   |                          | 11. Arabella Diana Cope                | 22. Charles Cope, II baronetto           |  |  |       |  |  |                                   |  |  |                                    |  |
|                                                   |                          | 11. Arabella Diana Cope                | 22. Charles Cope, II baronetto           |  |  |       |  |  |                                   |  |  |                                    |  |
|                                                   |                          | 11. Arabella Diana Cope                | 23. Catherine Bishopp                    |  |  |       |  |  |                                   |  |  |                                    |  |
| 1. Gilbert Sackville-West, VIII conte De La Warr  |                          | 11. Arabella Diana Cope                |                                          |  |  |       |  |  |                                   |  |  |                                    |  |
|                                                   | 12. Thomas John Cochrane | 24. Alexander Cochrane                 |                                          |  |  |       |  |  |                                   |  |  |                                    |  |
|                                                   | 12. Thomas John Cochrane | 24. Alexander Cochrane                 |                                          |  |  |       |  |  |                                   |  |  |                                    |  |
|                                                   | 12. Thomas John Cochrane | 25. Mary Shaw                          |                                          |  |  |       |  |  |                                   |  |  |                                    |  |
| 6. Alexander Baillie-Cochrane, I barone Lamington | 12. Thomas John Cochrane |                                        |                                          |  |  |       |  |  |                                   |  |  |                                    |  |
|                                                   |                          | 13. Matilda Lockhart-Ross              | 26. Charles Lockhart-Ross, VII baronetto |  |  |       |  |  |                                   |  |  |                                    |  |
|                                                   |                          | 13. Matilda Lockhart-Ross              | 26. Charles Lockhart-Ross, VII baronetto |  |  |       |  |  |                                   |  |  |                                    |  |
|                                                   |                          | 13. Matilda Lockhart-Ross              | 27. Matilda Theresa Lockhart-Wishart     |  |  |       |  |  |                                   |  |  |                                    |  |
| 3. Constance Cochrane-Wishart-Baillie             |                          | 13. Matilda Lockhart-Ross              |                                          |  |  |       |  |  |                                   |  |  |                                    |  |
|                                                   |                          | 14. Andrew Drummond                    | 28. Andrew Berkeley Drummond             |  |  |       |  |  |                                   |  |  |                                    |  |
|                                                   |                          | 14. Andrew Drummond                    | 28. Andrew Berkeley Drummond             |  |  |       |  |  |                                   |  |  |                                    |  |
|                                                   |                          | 14. Andrew Drummond                    | 29. Mary Perceval                        |  |  |       |  |  |                                   |  |  |                                    |  |
| 7. Annabella Drummond                             |                          | 14. Andrew Drummond                    |                                          |  |  |       |  |  |                                   |  |  |                                    |  |
|                                                   |                          | 15. Elizabeth Frederica Manners        | 30. John Manners, V duca di Rutland      |  |  |       |  |  |                                   |  |  |                                    |  |
|                                                   |                          | 15. Elizabeth Frederica Manners        | 30. John Manners, V duca di Rutland      |  |  |       |  |  |                                   |  |  |                                    |  |
|                                                   |                          | 15. Elizabeth Frederica Manners        | 31. Elizabeth Howard                     |  |  |       |  |  |                                   |  |  |                                    |  |
|                                                   |                          | 15. Elizabeth Frederica Manners        |                                          |  |  |       |  |  |                                   |  |  |                                    |  |